# Neuchâtel-Urtière
Neuchâtel-Urtière è un comune francese di 161 abitanti situato nel dipartimento del Doubs nella regione della Borgogna-Franca Contea.

## Società

### Evoluzione demografica
Abitanti censiti